# Ricarda Lima
Ricarda Raquel Barbosa Lima (Taguatinga, 12 de setembro de 1970) é uma ex-voleibolista brasileira que atuava como atacante e líbero.

## Carreira
Iniciou no vôlei aos 15 anos de idade, nas categorias de base competiu em 1985 pelo Colégio Santa Rosa e em 1986 pelo Colégio Novo Alvorada (AABB/DF). Dois anos depois, mudou-se para Blumenau, onde defendeu o time da A.D. Hering/Blumenau sagrando-se bicampeã catarinense juvenil em 1987 e 1988, tricampeã catarinense adulta e também dos Jogos Abertos do Interior de Santa Catarina nos anos de 1987, 1988 e 1989. Sagrou-se vice-campeã do Campeonato Sul-Americano de 1988 em Caracas e  medalhista de ouro no Mundial Juvenil com a Seleção Brasileira de Voleibol Feminino em 1989 em Lima, atuando como atacante. Na temporada 1990-91 foi contratada pelo Armazém das Fábricas e foi vice-campeã da Copa Brasil em 1990.Em 1991 foi campeã carioca pelo  Botafogo F.R..
Na Seleção principal, foi medalhista de prata dos Jogos Pan-Americanos de Havana, em 1991, e vice-campeã do Gran Prix de 1995 e da BCV Cup de 1995 em Montreux, no mesmo ano campeã do Campeonato Sul-Americano em Porto Alegre e bicampeã no ano de 1997 em Lima. Em 1996 foi emprestada para atuar pelo Sollo/Tietê na edição do Campeonato Sul-Americano de Clubes Campeões, não chancelado pela CSV,  sediado em Lima conquistando a medalha de ouro
Na temporada 1992-93 foi atleta do A.A. Rio Forte, depois, atuou pelo Leite Moça/Sorocaba sagrou-se tricampeã paulista  nos anos de 1993, 1995 e 1998, sendo vice-campeã nesta competição com o mesmo clube nos anos de 1994 e 1997; tricampeã dos Jogos Regionais  em 1993, 1994 e 1995,  campeã dos Jogos Abertos do Interior de São Paulo em 1993 e vice-campeã em 1996; além do tricampeonato da Copa Sul de 1996 a 1998; ainda conquistou o inédito título do Campeonato Mundial de Clubes de 1994 em São Paulo, além dos títulos da Copa CBV e da Copa Internacional em 1995.
Conquistou três títulos consecutivos da Superliga  nas temporadas de 1994-95, 1995-96 e 1996-97, defendendo o clube que inicialmente chama-se de Leite Moça/Sorocaba, mais tarde , Leites Nestlé de Sorocaba,encerrando o ciclo do projeto vitorioso como Leites Nestlé/Jundiaí. sendo vice-campeã nacional na temporada 1997-98, sendo bicampeã do Campeonato Sul-Americano de Clubes Campeões em 1997 e 1998, ambos em Medellín e bronze na Superliga Brasileira 1998-99.
Foi casada com seu ex-técnico de clube Sérgio Negrão. Após cirurgias no ombro viu sua carreira encerrar precocemente, mas com a integração da posição do líbero ela reencontrou sua longevidade no voleibol e com grande atuações conquistou vários títulos.Como líbero, foi vice-Campeã do Gran Prix de 1999, sendo eleita a melhor líbero da competição, também obteve a medalha de bronze na Copa do Mundo do Japão de 1999. Participou dos Jogos Olímpicos de Sydney em 2000, obtendo a medalha de bronze e sendo eleita a melhor defensora da competição., também conquistou o bronze no  Gran Prix de 2000.
A partir de 1999, passa a defender as cores do BCN/Osasco, conquistando o título da Copa Brasil, dos Jogos Abertos do Interior de São Paulo e da Copa São Paulo, sendo vice-campeã do Campeonato Paulista.No ano de 2000 obteve os títulos dos Jogos Regionais, dos Jogos Abertos do Interior de São Paulo e Taça Premium TV Tarobá, e conquistou o vice-campeonato na Liga Sul-Americana de Clubes de 2000 em Joinville
Em 2001 foi campeã pelo BCN/Osasco do Torneio Internacional Salonpas Cup em Salvador, e do Campeonato Paulista, sendo vice-campeã da Superliga.
Em 2001, atuando como líbero conquistou o título do Campeonato Sul-americano de Voleibol Feminino em Morón, disputou participou dos amistosos preparatórios para o Torneio Classificatório para o Mundial de 2002 em Santa Fé (Argentina), depois no referido classificatório venceu a Argentina e obteve a vaga para o mundial,mas em 2002 não disputou tal competição, além dos problemas internos nos bastidores da seleção, ela estava grávida, depois nasceria seu filho Danilo.
Após um ano e sete meses afastada das quadras, foi contratada pelo Brasil Telecom/Força Olímpica, em 2003. No ano seguinte, atuou no Rexona/Ades, conquistou o título do Campeonato Carioca e o bicampeonato no Salonpas Cup de 2004 em São Paulo e foi vice-campeã da Superliga Brasileira 2004-05.
Após encerrar a carreira, Ricarda atuou como consultora da EVB (Escola de Vôlei Bernardinho), em Brasília. Foi gestora da Vila Olímpica “Rei Pelé”, em Samambaia, no Distrito Federal. Foi secretária-adjunta na Secretaria de Esporte, Turismo e Lazer no Governo do Distrito Federal, na gestão da então secretária e também ex-voleibolista Leila Barros, a Leila do Vôlei. Atualmente, é chefe de gabinete da senadora Leila Barros e representa o Conselho Nacional do Esporte na Comissão Técnica da Lei de Incentivo ao Esporte.

## Clubes
| Clube                         | País   | De   | Até  |
| ----------------------------- | ------ | ---- | ---- |
| A.D. Hering/Blumenau          | Brasil | 1987 | 1990 |
| Armazém das Fábricas          | Brasil | 1990 | 1991 |
| Botafogo F.R.                 | Brasil | 1991 | 1992 |
| A.A. Rio Forte                | Brasil | 1992 | 1993 |
| Leite Moça/Sorocaba           | Brasil | 1993 | 1996 |
| Sollo/Tietê                   | Brasil | 1996 | 1996 |
| Leites Nestlé                 | Brasil | 1996 | 1999 |
| BCN/Osasco                    | Brasil | 1999 | 2002 |
| Brasil Telecom/Força Olímpica | Brasil | 2003 | 2004 |
| Rexona/Ades                   | Brasil | 2004 | 2005 |

## Prêmios
BCN/Osasco
- Melhor líbero da Superliga Brasileira de Voleibol: 2000/01

Leites Nestlé/Sorocaba
- Melhor recepção da Superliga Brasileira de Voleibol: 1998/99[22].

Seleção Brasileira
- Melhor líbero do Gran Prix: 1999.
- Melhor defensora dos Jogos Olímpicos de Sydney: 2000.